# Navío San Martín
El navío San Martín fue un velero aparejado como navío, construido en Inglaterra  en 1802  para la Compañía Británica de las Indias Orientales bajo el nombre de Cumberland y que en mayo de 1818 fue adquirido por el gobierno de Chile.
Participó en la captura de la fragata española Reina María Isabel y varios transportes con tropas. También en dos campañas que el almirante Cochrane efectuó en 1819 a El Callao y finalmente en la Expedición Libertadora del Perú. Varó en Chorrillos en 1821 perdiéndose totalmente.

## Características
Velero aparejado como navío de 1.350 toneladas, construido el año 1802 en Depford, Inglaterra para la East Indian Company denominado Cumberland. Podía transportar 60 cañones.

## Historia

### Al servicio de la East Indian Company
El Cumberland el año 1810 se batió con el navío francés Marengo de 74 cañones y una fragata de la misma nacionalidad. En 1817, el delegado del gobierno chileno para comprar buques en Inglaterra, José Antonio Álvarez Condarco lo envió desde Londres a Chile para ser adquirido por el gobierno de Chile. La nave arribó a Valparaíso el 22 de mayo de 1818 con 40 cañones, 7 oficiales y 130 marineros, su comandante era el oficial británico William Wilkinson. Venían como pasajeros oficiales que luego se integrarían a la naciente Escuadra chilena. También traía maquinaria para construir cohetes incendiarios y para mejorar la fabricación de pólvora.

### Al servicio de Chile
Una vez adquirido por el gobierno de Chile se le puso por nombre San Martín y se nombró como su comandante a William Wilkinson. Se le armó con 64 cañones y una tripulación de 490 hombres.
Fue buque insignia del capitán Manuel Blanco Encalada en la primera salida de la recién formada Escuadra Nacional que zarpó de Valparaíso el 10 de octubre de 1818 con la misión de interceptar un convoy con tropas españolas compuesto de 11 naves escoltadas por la fragata Reina María Isabel. El 28 de octubre de ese año, junto con la fragata Lautaro, en la bahía de Concepción, capturó a la Reina María Isabel y a varios de los transportes con tropas.
Participó en las dos campañas que el almirante Thomas Alexander Cochrane efectuara como comandante en jefe de la Escuadra chilena a El Callao a partir de septiembre de 1819.
En agosto de 1820 integró la 1a. División de la Expedición Libertadora del Perú, correspondiéndole llevar a bordo al general José de San Martín y su Estado Mayor. Después de la ocupación de Lima por las fuerzas patriotas, 6 de julio de 1821,  se le ordenó dirigirse a Chorrillos y descargar  una partida de trigo  que aún tenía a bordo, el 16 de julio de 1821 estando fondeado se levantó un fuerte viento que hizo garrear su ancla, encallando la nave en la playa y perdiéndose completamente. Su comandante, William Wilkinson salió absuelto de todos los cargos.